# Diva (revistă)
Diva a fost o revistă de celebrități din România.
A fost lansată de trustul de presă Ringier, la data de 19 octombrie 2008, ca revistă glossy săptămânală de celebrități.
În martie 2009 revista a fost relansată și a devenit publicație bilunară, iar în februarie 2010 a devenit lunară,
dar a fost închisă tot în februarie 2010.